# My Boo (cântec de Usher și Alicia Keys)
My Boo este cel de-al patrulea disc single extras de pe albumul Confessions, al cântărețului de origine americană, Usher. Fiind o colaborare cu interpreta de muzică R&B Alicia Keys, cântecul s-a bucurat de succes în clasamentele de specialitate din America de Nord și Europa.

## Compoziție și clasări
În luna septembrie a anului 2004, Alicia alături de Usher au lansat un duet romantic, influențat puternic de stilul R&B. Melodia, My Boo, creditată ca și fiind scrisă de către Alicia Keys, Usher Raymond, Jermaine Dupri, Manuel Seal și Adonis Shropshire a devenit un hit, atingând poziția întâi în topul US pop chart și s-a menținut pe această poziție timp de mai bine de o lună.
Inițial cântecul a fost scris și compus ca un duet dintre Usher și o cântăreață ce urma să fie aleasă în urma unui set de preselecții. Alicia alături de o fată necunoscută a ajuns în finală, unde cele două au adus texte diferite și au cântat îmreună cu Usher fiecare versiunea sa. Înainte de data oficială a înregistrării Keys a fost selecționată. Această melodie a reprezentat una dintre  cele mai de succes colaborări ale anului 2004, devenind numărul unu în S.U.A. și câștigând poziții importante în topurile din Europa.

## Videoclip
Prima parte a videoclipului îl surprinde pe Usher la o petrecere unde dansează alături de invitați. Reîntors acasă el o găsește pe Alicia pregătindu-se pentru o ieșire în oraș. Cei doi sunt prezentați în paralel, cântând. Usher pleacă pentru a lua o gură de aer iar Keys pleacă cu un taxi. În ultima parte a videoclipului cei doi se întâlnesc și cântă în plină stradă finalul melodiei.